# Busengraben (Vacha)
Busengraben ist ein weilerartiger Ortsteil von Vacha im Wartburgkreis in Thüringen.

## Lage
Busengraben liegt etwa zwei Kilometer südöstlich von Vacha am Weg nach Martinroda und ist verkehrsmäßig über Wirtschaftswege mit der Landesstraße 2061 verbunden. Am Ostrand der Siedlung befindet sich der Gebäudekomplex der Agrargenossenschaft Martinroda mit Stallungen, Scheunen und Verwaltungsgebäuden. Die geographische Höhe des Ortes beträgt 325 m ü. NN.

## Geschichte
Eine am Hedwigshof entspringende Quelle wurde für die Anlage von Fischteichen genutzt. In der Nähe befindet sich ein mit 15 Windgeneratoren besetzter Windpark. Im Weiler wohnten per 30. Juni 2009 32 Personen.

## Söhne und Töchter des Ortes
- Jacob Arnold Carl von Dehn-Rotfelser (1808–1881), kurhessischer Minister